# Parasyte: los grises
Parasyte: los grises (en hangul, 기생수: 더 그레이; McCune-Reischauer, Kisaengsur tŏ kŭrei) es una serie de televisión web surcoreana dirigida por Yeon Sang-ho, que también participó en el guion, y protagonizada por Jeon So-nee, Koo Kyo-hwan y Lee Jung-hyun. Es una adaptación del exitoso manga Parasyte, de Hitoshi Iwaaki. Se estrenará en la plataforma Netflix el 5 de abril de 2024.

## Sinopsis
Unos parásitos desconocidos se apoderan de sus huéspedes humanos y constituyen una creciente amenaza a la que la humanidad debe enfrentarse. Jeong Su-in es una joven que sufre el ataque de unos misteriosos parásitos, pero logra zafarse de su control mental y coexiste en su cuerpo con ellos. Seol Kang-woo es un hombre que busca a su hermana desaparecida tras la llegada de los parásitos. Choi Jun-kyung es la líder de un grupo denominado Los grises, una unidad especial encargada de luchar contra los parásitos, y quiere vengar la muerte de su marido.

## Reparto

### Principal
- Jeon So-nee como Jeong Su-in, una joven víctima de un parásito que no logra apoderarse de su cerebro y entra en una extraña coexistencia con él, de modo que se convierte en el único mutante que no es ni completamente humano ni un parásito.[3][4][5]
- Koo Kyo-hwan como Seol Kang-woo, un hombre que persigue parásitos para encontrar a su hermana desaparecida.[6]
- Lee Jung-hyun como Choi Jun-kyung, la líder del equipo Los grises, una unidad especial que lucha contra los parásitos.[7]

### Secundario
- Kwon Hae-hyo como Cheol-min, detective sénior de la comisaría de Namil.[8]
- Kim In-kwon como Won-seok, el detective júnior de Cheol-min.[8]
- Yoon Hyun-gil como Seol Kyung-hee, la hermana mayor de Kang-woo, infectada por un parásito.
- Lee Hyun-kyun como Kwon Hyuk-joo, pastor de la Iglesia de Sejin y líder de los parásitos.
- Moon Ju-yeon como Seol Jin-hee, la hermana menor de Kang-woo, que desapareció.
- Koo See-yeon.
- Kwak Min-ho.

### Apariciones especiales
- Masaki Suda como Shinichi Izumi, el protagonista de la serie de manga y anime original Parasyte.[9]

## Producción
Parasyte: los grises está libremente basada en la celebrada serie manga de Hitoshi Iwaaki, que ha vendido más de veinticinco millones de copias en más de treinta países desde que se publicó entre 1988 y 1995, y que ya ha tenido otras adaptaciones tanto en animación (en 2014) como en acción real, en Estados Unidos (2014) y en Japón (2015). Está dirigida y coescrita por Yeon Sang-ho, que dirigió películas y series de gran éxito como Train to Busan, Peninsula y Rumbo al infierno. Ryu Yong-jae, el coguionista, también es autor de los guiones de Península y de La casa de papel: Corea. Yeon presentó esta nueva producción diciendo que «es una historia sobre aceptarse y comprenderse unos a otros y coexistir en una situación en la que es difícil entenderse y comunicarse entre sí».
A propósito de esta nueva adaptación de su obra, Hitoshi Iwaaki declaró: «tuve la sensación de que respetaban mucho el trabajo original. Sin embargo, ideas únicas eran visibles aquí y allá, y disfruté viéndolo como autor original y como un espectador más». También mostró su aprecio por la calidad de los efectos especiales. Este último aspecto ha sido resaltado asimismo por la prensa surcoreana a partir de los footogramas distribuidos por la productora.
En junio y julio de 2022 se comunicó que Koo Kyo-hwan y Jeon So-nee habían sido elegidos como protagonistas. La producción de la serie estaba en marcha en agosto de 2022, con el reparto de actores cerrado.En la realización se utilizaron muchos efectos visuales y especiales, y para la protagonista Jeon So-nee fue la primera vez que actuaba de este modo, sola en la escena y con solo puntos de referencia para sus movimientos.
El 28 de febrero Netflix anunció la fecha de estreno y publicó un cartel de lanzamiento de la serie. El 7 de marzo se difundieron un nuevo cartel, con un primer plano del rostro de la protagonista Jeong Su-in (Jeon So-nee) deformado por la presencia del parásito, y el primer avance de la serie. El sucesivo día 13 se lanzaron los tres carteles de personajes protagonistas. Cinco días después Netflix distribuyó veintiún fotogramas para la prensa. Por último, el día 20 se publicaron el cartel y el avance principales.